# Víctor Balta
Víctor Balta (Iquitos, 3 de enero de 1986) es un exfutbolista y entrenador peruano, actualmente es director técnico del equipo femenino del Foot Ball Club Melgar, que participa en la Liga Femenina FPF. Jugaba como defensa central y se retiró en Sport Huancayo, club donde pasó la mayor cantidad de años durante su trayectoria.

## Trayectoria

### Primeros años y debut temprano profesional
Nacido en Iquitos, aunque pasó parte de su infancia en Arequipa, donde tiene familia paterna. Comenzó jugando como delantero, aunque poco a poco fue bajando hasta la posición de defensa, esto durante su época escolar. Tuvo su debut futbolístico en el Club Internacional en la Liga Distrital de Arequipa en el año 2000, a la edad de catorce años, siguiéndolo haciendo hasta 2003. A su vez, integraba parte de la sub-17 y sub-20 de la selección de Arequipa y los selectivos de la sub-17 de la selección nacional.
Sus buenas actuaciones hicieron que en 2002 llegara a Universitario de Deportes, siendo parte de sus menores. En 2003, debutaría profesionalmente, en la fecha 17 del Torneo Clausura, cuando los jugadores de los equipos de la Primera División entraron en huelga. El partido se jugaría el 9 de noviembre, enfrentando de local al Deportivo Wanka, en lo que sería una derrota por 2-1. A mediados de 2004 pasa a jugar en Unión de Campeones, equipo filial de Universitario que debutaba en la Segunda División. En 2005 volvió a ser parte del equipo, aunque también reforzó al otro equipo filial crema que estaba en segunda división, el América Cochahuayco, haciéndolo de nuevo en 2006.

### Primera etapa en Universitario
En el año 2006 fue ascendido al primer equipo por el entonces técnico del club Jorge Amado Nunes. Su nuevo debut en la Primera División se produjo el 8 de abril de 2007, en la fecha 11, ingresando por Gustavo Vassallo en la victoria de la «U» como visitantes por 1-0 ante Cienciano. En la fecha 21, cometería un autogol en lo que sería un empate 2-2 ante la Universidad San Martín. Anotaría su primer gol el 11 de noviembre, en la fecha 40, en la victoria de local por 3-1 sobre Sport Boys, anotando el segundo gol, tras aprovechar un rebote dejado por el portero rival Óscar Ibáñez. En la fecha 42, sería expulsado por primera vez, en la derrota de visita por 2-1 ante Sport Áncash. Quedarían segundos del Torneo Clausura y en cuarta posición de la tabla acumulada, clasificando a la Copa Sudamericana. Disputaría en total veintiséis partidos en su primer año, siendo veinticuatro como titular.
De cara al 2008, ganarían el Torneo Apertura con tres fechas de anticipación, disputando quince partidos de veintiséis posibles. Para el Clausura, jugaría en diecinueve, siendo expulsado nuevamente en una visita al Sport Áncash, donde perderían 3-0. Hubiesen tenido que jugar la final nacional por el título ante la Universidad San Martín tras haber ganado el Apertura, aunque al quedar en décima posición del Clausura, perdieron el derecho de hacerlo, ya que debían quedar entre los siete primeros. Sin embargo, tras ser subcampeones pudieron clasificar a la fase de grupos de la Copa Libertadores 2009.
En 2009 tendría menos oportunidades en el equipo, debido al gran momento de Carlos Galván y el retorno de John Galliquio, quienes serían considerados los mejores centrales del campeonato. En la primera etapa, solo jugaría en ocho partidos de treinta posibles, en donde quedarían en segunda posición. De cara a las liguillas, integrarían la serie par, la cual la ganarían a falta de tres partidos. Ya estando clasificados a la final nacional, jugaría su único partido de esta fase, siendo en la última fecha visitando a Melgar, cayendo 5-0. No jugó ningún partido de la final ante Alianza Lima, la cual ganarían por doble 1-0, consagrándose así campeones nacionales después de nueve años, siendo su primer y único título nacional.

### Juan Aurich
Jugó en Juan Aurich por todo el año 2010, con quienes disputaría la Copa Libertadores desde la fase previa, donde eliminarían a Estudiantes Tecos por 4-1 en el marcador global. Habiéndose clasificado a fase de grupos, compartirían grupo junto a Estudiantes de La Plata, Alianza Lima y Bolívar. Terminarían terceros de su grupo con seis puntos en su haber. Haría su debut internacional en la quinta fecha, jugando los últimos minutos en la derrota como locales por 2-0 ante Estudiantes, siendo su único partido en esa competición. En el plano local, jugaría trece partidos de la primera etapa, donde quedarían sextos. En las liguillas, solamente jugaría dos partidos; totalizando dieciséis aquel año. Quedarían sextos en la tabla acumulada, clasificando a la Copa Sudamericana del año siguiente.

### Retorno a Universitario
En su regreso a Universitario en 2011, no tuvo la regularidad esperada. Su primer partido lo jugaría en mayo, siendo por única vez capitán, en la derrota y eliminación como visitantes por 3-2 ante Sport Áncash, por los dieciseisavos de final de la Copa del Inca. Por otro lado, solo jugaría en cuatro partidos por el Descentralizado, siendo en los últimos siete partidos del torneo, del cual salvarían la categoría en la penúltima fecha. Todo lo contrario fue en el plano internacional, donde alcanzaron los cuartos de final de la Copa Sudamericana, sin llegar a jugar.

### FBC Melgar
Para el 2012 regresaría a Arequipa, para jugar en Melgar. En su primer año, tendría la regularidad que esperaba. En la primera etapa jugó en veintiséis partidos, quedando en octava posición. En las liguillas, jugó en todos los partidos, siendo catorce. Finalizarían en quinta posición en la tabla acumulada, clasificando de esta manera a la Copa Sudamericana 2013, siendo el regreso del "dominó" en torneos internacionales después de quince años.
En 2013 debutó por Copa Sudamericana, enfrentando en la Primera Fase al Deportivo Pasto. En la ida como visitantes cayeron por 3-0, siendo expulsado sobre el final del partido. En la vuelta, estando suspendido, ganaron por 2-0, aunque caerían eliminados. En el plano local, en la primera etapa jugaría en veinticinco partidos, anotando dos goles. En las liguillas jugó otros doce partidos. Finalizarían en duodécima posición, salvando la categoría a falta de dos fechas para culminar el torneo.
Para 2014, tras la llegada de Juan Reynoso como entrenador (quien lo dirigió en Universitario y Juan Aurich), tendría mayor competencia en la zaga central con los nuevos refuerzos: Edgar Villamarín y Lampros Kontogiannis. En el primer torneo del año, el Torneo del Inca, jugó en nueve partidos y anotó un gol. Quedaron en tercera posición de su grupo. En el Torneo Apertura quedarían en segunda posición y jugaría en nueve partidos. Por último, en el Clausura finalizaron en cuarta posición, jugando ocho partidos y anotando dos goles. En la tabla acumulada finalizaron en primera posición, sin embargo, por las bases de aquel año, no pudieron disputar el título nacional ni alcanzaron cupo a la Copa Libertadores, clasificando así a la Copa Sudamericana. Como curiosidad, junto a Ysrael Zúñiga y Luis Hernández reforzaron al equipo de reserva en la final del torneo ante Universitario, al cual vencieron 4-0, sumando así un título. No continuaría para el año siguiente, el año del centenario del club.

### León de Huánuco
Para 2015 recalaría en León de Huánuco. Disputaron la Copa Sudamericana, enfrentando a Emelec, jugando ambos partidos y cayendo eliminados por 6-1 en el marcador global. En el Torneo del Inca quedaron terceros de su grupo. De cara al Torneo Apertura, finalizaron en duodécima posición, mientras que comenzó a alternar como capitán, además de anotar un gol, en la victoria de visita por 4-1 sobre Universitario. En el Clausura se asentaría como capitán, finalizando en penúltima posición de este torneo. Por los malos resultados entre ambos torneos, llegaban a la última fecha en penúltima posición de la tabla acumulada. Tenían que visitar al Ayacucho FC, su rival directo y obligados a ganar para salvar la categoría. Terminarían perdiendo por 2-0, y de esta manera caerían hasta la última posición, perdiendo la categoría, siendo esta su primera y única vez que lo experimentaría en su carrera. A lo largo del año, jugó treinta y siete partidos.

### Primera etapa en Sport Huancayo
A pesar de haber descendido con León de Huánuco, tuvo una buena temporada por lo que se rumoreó su fichaje por Universitario de Deportes, sin embargo le bajaron el dedo. Terminaría siendo contratado por Sport Huancayo. Pudo disputar con ellos la Copa Sudamericana, donde por primera vez siendo titular pudo superar de fase, tras poder eliminar por goles de visita al Deportivo Anzoátegui, aunque caerían en la Segunda Fase tras perder por 2-1 en el marcador global ante Sol de América. Entre Apertura y Clausura disputó veinte partidos y quedaron en cuarta posición, en zona de clasificación a los play-offs por el título nacional. En las liguillas, disputó todos los partidos, aunque los resultados no acompañaron al equipo, bajando hasta la séptima posición, aunque clasificando a la Copa Sudamericana.
Para 2017, comenzó a disputar partidos como capitán. Por Sudamericana, en Primera Fase cayeron eliminados por 3-4 en el global ante Nacional Potosí. En el Torneo de Verano, quedaron en quinta posición de su grupo. Quedaron cuartos en el Apertura y séptimos en el Clausura. La buena campaña hizo que quedaran sextos en la tabla acumulada y clasificando de nuevo a la Copa Sudamericana. Totalizó cuarenta partidos ese año y un total de dos goles en su haber.

### Deportivo Binacional
En 2018, recalaría por un año en Arequipa por el recién ascendido, Deportivo Binacional. En el Torneo de Verano quedaron terceros de su grupo, por detrás de Sport Huancayo y Melgar. De cara al Apertura, se mudarían a Moquegua debido al poco apoyo que tenían en Arequipa. En el Apertura quedaron en octava posición, mientras que en el Clausura quedaron en decimotercera casilla, sin embargo, el colchón de puntos que dejaron los dos primeros torneos cortos, permitieron que finalizaran en octavo puesto de la tabla acumulada, logrando una histórica clasificación a la Copa Sudamericana. A lo largo del año solo pudo jugar en veinticinco partidos, aunque la mayoría de ellos los hizo como capitán.

### Regreso y fin de carrera profesional en Sport Huancayo
En 2019 regresaría a Huancayo, para volver a disputar otra Copa Sudamericana. En dicho torneo, cayeron eliminados ante Montevideo Wanderers por 3-1 global, disputando solo el partido de vuelta como locales que quedó 1-1. A nivel local, en el Apertura quedaron en décima posición y en el Clausura quedarían octavos. A pesar de ello, en la tabla acumulada quedarían en la quinta posición, logrando otra vez una clasificación a Sudamericana. El mayor éxito del equipo se daría en la copa nacional, la Copa Bicentenario. Lograron quedar primeros de su grupo con puntaje perfecto, nueve puntos. En octavos y cuartos de final, golearon por 4-0 en partidos únicos a Sport Loreto como visitantes y al Deportivo Municipal como locales, en dichas fases respectivamente. En semifinales vencieron por 2-0 en el marcador global a la Academia Cantolao, logrando así el pase a la final. En la final enfrentaron a partido único al Atlético Grau, ante el cual empataron sin goles tras 120 minutos. En penales caerían por 4-3, quedando a puertas de un título histórico. Aquel año disputó treinta y tres partidos, siendo siete por la Copa Bicentenario; además de anotar cuatro goles.
El 2020 se vería interrumpido por la pandemia de COVID-19. El torneo nacional se suspendió en marzo, donde en seis fechas solo pudo jugar un partido, debido a una lesión. La misma no permitió que pudiese jugar la Primera Fase de la Copa Sudamericana, donde el equipo lograría eliminar al Argentinos Juniors por goles de visitante. El torneo local regresó en agosto y jugándose enteramente en Lima. En el Apertura irían de menos a más, con lo que lograron quedar en segunda posición, mientras que en el Clausura, quedaron en antepenúltima posición de su grupo, aunque finalizaron sextos de la tabla acumulada y sumando otra clasificación a la Copa Sudamericana. En el plano internacional, pudo volver a jugar, esta vez en la Segunda Fase, donde tras empatar 1-1 en Lima ante Liverpool, lograrían vencer 2-1 en Montevideo, clasificando por primera vez a los octavos de final. En esta etapa enfrentaron al Coquimbo Unido, que los eliminaría por 2-0 en el marcador global. Jugó en veinte partidos, anotando un gol.
Para 2021, enfrentaron en la fase previa de la Copa Sudamericana a UTC. Jugando ambos partidos en Lima, en la ida vencieron por 1-0 con un gol suyo (siendo su único gol a nivel internacional), sumándose a una goleada por 4-0 en la vuelta, permitieron clasificarse a fase de grupos, donde chocarían con Peñarol, Corinthians y River Plate de Paraguay. Únicamente lograrían sumar un punto, empatando sin goles en la última fecha en Lima ante Peñarol. En el torneo local, tuvieron un año irregular, quedando en decimoprimera posición de la tabla acumulada. En la Copa Bicentenario serían eliminados por el Sport Chavelines de la Segunda División en tanda de penales. Dicho año totalizó veintinueve partidos jugados, siendo siete por Sudamericana; además de haber anotado dos goles.
En 2022 pasa a ser el primer capitán del equipo, cuando Joel Pinto, el habitual portero titular, pasó a ser suplente. Tuvieron un gran arranque en el Torneo Apertura, llegando a la última fecha solo por detrás de Melgar, obligados a ganar y esperando que los arequipeños perdiesen para salir ganadores del primer torneo del año. Lograron ganar de visita a Sport Boys, aunque el empate de Melgar hizo que quedasen segundos. Para el Clausura quedaron en octava posición, pero tras el gran Apertura que tuvieron, permitió que quedasen en cuarta posición de la tabla acumulada, logrando clasificar por segunda vez en su historia a la Copa Libertadores. Jugó en treinta y un partidos e hizo cuatro goles.
El 2023 sería su último año en activo como profesional. El debut en Copa Libertadores lo harían desde la Primera Fase enfrentando a Nacional de Paraguay, cayendo eliminados por 4-3 en el marcador global y siendo suplente en ambos partidos. Quedaron quintos en el Apertura y sextos en el Clausura, lo que llevó a quedar en quinta posición en la tabla acumulada y teniendo una clasificación más a la Copa Sudamericana. Disputó veinte partidos, jugando su último partido enfrentando a Universitario en el estadio Monumental de Ate, jugando los últimos quince minutos en lo que sería una derrota por 2-0. Se retiraría acabando la temporada.

### Debut como entrenador
Tras su retiro como futbolista, tuvo la oportunidad de incursionar como entrenador del Melgar femenino en la Liga Femenina FPF. Tuvo un buen comienzo con el equipo, mejorando la actuación del club con respecto al año pasado, quedando en cuarta posición de la primera etapa, clasificándolas a los play-offs por el campeonato por primera vez. En esta nueva etapa, quedaron en quinta posición de seis equipos, cayendo eliminadas. Por otra parte, volvió a tener actividad como jugador, reforzando al Atlético Universidad en la Etapa Provincial de Arequipa de la Copa Perú.

## Selección nacional
Ha sido internacional con la selección de fútbol del Perú en la categoría sub-17, con la cual participó en un torneo amistoso denominado Copa de Campeones del Mundo realizado en Venezuela.

## Clubes

### Como futbolista
| Club                      | País | Año         |
| ------------------------- | ---- | ----------- |
| Club Internacional        | Perú | 2000 - 2003 |
| Unión de Campeones        | Perú | 2004 - 2005 |
| América Cochahuayco       | Perú | 2005 - 2006 |
| Universitario de Deportes | Perú | 2006 - 2009 |
| Juan Aurich               | Perú | 2010        |
| Universitario de Deportes | Perú | 2011        |
| FBC Melgar                | Perú | 2012 - 2014 |
| León de Huánuco           | Perú | 2015        |
| Sport Huancayo            | Perú | 2016 - 2017 |
| Deportivo Binacional      | Perú | 2018        |
| Sport Huancayo            | Perú | 2019 - 2023 |
| Atlético Universidad      | Perú | 2024        |

### Como entrenador
| Club                  | País | Año         |
| --------------------- | ---- | ----------- |
| FBC Melgar (femenino) | Perú | 2024 - act. |

## Palmarés

### Campeonatos nacionales
| Título                    | Club                      | País | Año     |
| ------------------------- | ------------------------- | ---- | ------- |
| Torneo Apertura           | Universitario de Deportes | Perú | 2008    |
| Primera División del Perú | Universitario de Deportes | Perú | 2009    |
| Torneo de Reservas        | F. B. C. Melgar           | Perú | 2014-II |

### Distinciones individuales
| Distinción                                                                      | Año  |
| ------------------------------------------------------------------------------- | ---- |
| Equipo ideal de la Copa Bicentenario según el portal periodístico Dechalaca.com | 2019 |